# Кабаре (фильм)
«Кабаре́» (англ. Cabaret) — музыкальная мелодрама режиссёра Боба Фосса с Лайзой Минелли, Майклом Йорком и Джоэлом Греем в главных ролях, основанная на одноимённом бродвейском мюзикле 1966 года Джона Кандера на стихи Фреда Эбба и либретто Джо Мастероффа. Сам мюзикл основан на пьесе Джона Ван Друтена «Я — камера» (1951), которая, в свою очередь, создана по мотивам полуавтобиографического романа Кристофера Ишервуда «Прощай, Берлин» (1945). В настоящее время входит в пятёрку величайших мюзиклов в истории Голливуда.
Фосс снял фильм после кассового провала своей дебютной работы «Милая Чарити»; картина сделала его одним из самых заслуженных режиссёров Нового Голливуда. Фильм, заслуживший похвалу критиков и заработавший более 20 миллионов долларов, также дал Лайзе, дочери звёздных родителей — режиссёра Винсента Миннелли и актрисы Джуди Гарленд, первый шанс спеть на экране, что вылилось для неё награждениями «Золотым глобусом», BAFTA и «Оскаром» за лучшую женскую роль.
Фильм стал рекордсменом премии «Оскар», получив 8 наград при 10 номинациях, но не победив при этом в главной — «лучший фильм», доставшейся «Крёстному отцу».
В 1995 году внесён в Национальный реестр фильмов США, обладая «культурным, историческим или эстетическим значением».

## Сюжет
1931 год. Веймарская республика, Берлин, незадолго до прихода Гитлера к власти. Американка Салли Боулз (Лайза Минелли), певица во второсортном кабаре «Кит-Кат», знакомится с Брайаном Робертсом (Майкл Йорк), писателем-англичанином, приехавшим недавно в Германию. Салли пытается соблазнить Брайана, но безуспешно. Брайан объясняет, что никогда не пользовался успехом у женщин; они становятся друзьями. Салли знакомится с развратным богачом-бисексуалом Максимилианом фон Хойне (Хельмут Грим), который в итоге соблазняет и её, и Брайана.
Вторая сюжетная линия — отношения между приятелем Салли Фрицем Венделем (Фриц Веппер) и красавицей Натальей Ландауэр (Мариса Беренсон), дочерью богатого еврея-коммерсанта. Перепробовав все способы покорить Наталью, Фриц в конце концов признаётся ей, что он тоже еврей, но скрывает это. Фриц и Наталья открыто венчаются по иудейскому обряду, несмотря на то, что антисемитизм в германском обществе набирает силу.
Через некоторое время Салли обнаруживает, что она беременна — и неизвестно от кого. Брайан предлагает ей выйти за него замуж и уехать в Англию. Тем не менее Салли, понимая, что не приспособлена для семейной жизни и не может жить без берлинского кабаре, отказывается и решает сделать аборт. В конце фильма герои расстаются. Брайан уезжает домой, а Салли остаётся в Берлине.
Сюжет перемежается музыкальными и танцевальными номерами на сцене кабаре, которые ведёт конферансье (Джоэл Грей).
Любовные драмы происходят на фоне нарастания влияния нацизма в Веймарской республике. Если в начале фильма они едва заметны (одного штурмовика выкидывают из кабаре как хулигана), то по мере развития сюжета люди в коричневой униформе со свастикой постепенно заполоняют кадр. К завершению фильма они — основная часть публики.

## В ролях
- Лайза Минелли — Салли Боулз, танцовщица в кабаре
- Майкл Йорк — Брайан Робертс, английский писатель
- Хельмут Грим — Максимилиан фон Хойне, развратный богач
- Джоэл Грей — конферансье.
- Фриц Веппер — Фриц Вендель, приятель Салли, возлюбленный Натальи
- Мариса Беренсон — Наталья Ландауэр, дочь еврея-коммерсанта
- Элизабет Нойман-Фиртель — фройляйн Шнайдер
- Хелен Вита — фройляйн Кост
- Зигрид фон Рихтхофен — фройляйн Майр
- Герд Весперман — Бобби
- Ральф Вольтер — герр Людвиг
- Георг Хартман — Вилли
- Рики Рене — Эльке
- Эстронго Нахама — кантор в синагоге
- Оливер Коллиньон — мальчик-нацист, поющий «Tomorrow Belongs To Me»
- Пьер Франк — нацист, собирающий пожертвования

## Прокат
Прокат фильма в США стартовал 13 февраля 1972 года, в Великобритании — 1 июля 1972 года, в Аргентине и Нидерландах — 12 октября 1972 года.

## Культурное влияние
Фильм «Кабаре» — необычное явление в ряду работ Боба Фосса. Впервые для него это не просто развлекательная картина, а скорее антифашистская драма, где элементы мюзикла несут смысловую нагрузку. Драматический рассказ о предвоенной Германии — замечательный фон для истории героев. Кабаре здесь выступает метафорой деградации отдельной личности и всей нации под давлением наступающей на Европу коричневой чумы.
Известный кинокритик Виталий Вульф так отзывался о картине:
Я думаю, что эта лента принципиальна, прежде всего потому, что это впервые был не просто развлекательный мюзикл, в этом сюжете была очень важная тема — антифашистская. Ею была пронизана музыка, исполнение и блистательная режиссура Боба Фосса. Поэтому, мне кажется, что это был первый мюзикл, который содержание внёс внутрь своей формы, и это содержание стало фактически главным.
Песни и музыкальные номера из фильма приобрели большую популярность. Эти композиции неоднократно включались в диски Лайзы Минелли и часто исполняются ею в концертной программе.
В 1995 году фильм был включён в Национальный реестр фильмов для постоянного хранения. В 2006 вошёл под номером 5 в список лучших мюзиклов Национального института киноискусства.
Фильм также был назван одним из самых важных для квир-кино из-за отображения в нём бисексуальности. Для 1972 года это было настоящим прорывом даже для американского кино, если брать во внимание историю с Кодексом Хейса.
По версии Американского института киноискусства, картина занимает ряд мест:
- 63-е место в списке 100 лучших американских фильмов за 100 лет в 2007 году (новый).
- 18-е место в списке 100 лучших песен из американских фильмов за 100 лет (песня Cabaret).
- 5-е место в списке 25 лучших американских фильмов-мюзиклов за 100 лет.

## Саундтрек
- «Willkommen» («Welcome»)
- «Mein Herr»
- «Tiller Girls»
- «Maybe This Time»
- «Money, Money»
- «Two Ladies»
- «Heiraten (Married)»
- «Tomorrow Belongs To Me»
- «If You Could See Her»
- «(Life is a) Cabaret»

### Выпуск
Музыкальные номера издавались в СССР на пластинках фирмы «Мелодия».

## Награды и номинации
| 1972 — 4 премии Национального совета кинокритиков США: - Награды: - Лучший фильм - Лучший режиссёр (Боб Фосс) - Лучшая мужская роль второго плана (Джоэл Грей) - Лучшая женская роль второго плана (Мариса Беренсон) 1973 — 3 премии «Золотой Глобус»: - Награды: - Лучший фильм (комедия или мюзикл) - Лучшая женская роль (комедия или мюзикл) (Лайза Миннелли) - Лучшая мужская роль второго плана (Джоэл Грей) - Номинации: - Лучший режиссёр (Боб Фосс) - Лучшая женская роль второго плана (Мариза Беренсон) - Лучший сценарий (Джей Прессон Аллен) - Лучшая песня («Money» (композитор: Джон Кандер) - Лучший дебют актрисы (Мариса Беренсон) - 1973 - 7 премий «BAFTA»: - Награды: - Лучший фильм - Лучший режиссёр (Боб Фосс) - Лучшая женская роль (Лайза Миннелли) - Самый многообещающий дебютант, исполнивший главную роль (Джоэл Грей) - Лучшая операторская работа (Джеффри Ансуорт (также за «Алису в Стране чудес»)) - Лучшая работа художника-постановщика (Рольф Цеетбауэр) - Лучший звук (Дэвид Хилдъярд, Роберт Надсон, Артур Пьянтадози) - Номинации: - Лучшая женская роль второго плана (Мариза Беренсон) - Лучший сценарий (Джей Прессон Аллен) - Лучший дизайн костюмов (Шарлотт Флемминг) - Лучший монтаж (Дэвид Бритертон) | 1973 — 8 премий «Оскар»: - Награды: - Лучший режиссёр (Боб Фосс) - Лучшая женская роль (Лайза Миннелли) - Лучшая мужская роль второго плана (Джоэл Грей) - Лучшая музыка: Запись песен к фильму, адаптация партитуры (Ральф Бёрнс (адаптация партитуры)) - Лучший монтаж (Дэвид Брезертон) - Лучшая операторская работа (Джеффри Ансуорт) - Лучшая работа художника-постановщика (Рольф Цеетбауэр, Ганс Юрген Кибак (постановщики), Херберт Штрабель (декоратор)) - Лучший звук (Роберт Надсон, Дэвид Хилдъярд) - Номинации: - Лучший фильм (Сай Фойер) - Лучший адаптированный сценарий (Джей Прессон Аллен) - 1973 — 2 премии «Давид ди Донателло»: - Лучший иностранный режиссёр (Боб Фосс) - Лучшая иностранная актриса (Лайза Миннелли) - 1973 — премия «Бодиль» за лучший неевропейский фильм (Боб Фосс) |

### на английском языке
- Hillier, Jim; Pye, Doug (2011). 100 Film Musicals. British Film Institute, 288 pages. ISBN 978-1-8445-7378-3